# Кугунер
Кугунер (Кузанер) — река в России, протекает в Шахунском районе Нижегородской области. Устье реки находится в 27 км по правому берегу реки Вахтан. Длина реки составляет 12 км.
Исток реки расположен в лесу в 9 км к югу от посёлка Вахтан. Река течёт на север, впадает в Вахтан в черте посёлка Вахтан.

## Данные водного реестра
По данным государственного водного реестра России относится к Верхневолжскому бассейновому округу, водохозяйственный участок реки — Ветлуга от истока до города Ветлуга, речной подбассейн реки — Волга от впадения Оки до Куйбышевского водохранилища (без бассейна Суры). Речной бассейн реки — (Верхняя) Волга до Куйбышевского водохранилища (без бассейна Оки).
Код объекта в государственном водном реестре — 08010400112110000042278.